# Aage Paul-Petersen
Aage Bartholdus Paul-Petersen (født 16. februar 1882 i København, død 19. juli 1953) var en dansk arkitekt, officer og politiker.
Han var søn af forstander og gymnastiklærer Paul Petersen (død 1906) og hustru Anna f. von Restorff (død 1924), blev ansat som tegner ved DSB 1913 og blev banearkitekt 1946. Sideløbende blev Paul-Petersen sekondløjtnant 1906, løjtnant af reserven 1910, kaptajn af reserven 1918, oberstløjtnant af forstærkningen i artilleriet 1933 og fik afsked fra Hæren 1937.
Han var medlem af Gentofte Kommunalbestyrelse fra 1925 til sin død; fra 1937 som rådmand. Han var formand for Teknisk Udvalg fra 1925 og medlem af Bygningskommission og Sundhedskommission; næstformand for Gentofte Kommunes tekniske Selskab fra 1926 og formand for Forenede Danske Motorejere 1947-48. Han var Ridder af Dannebrog og Dannebrogsmand.
Paul-Petersen har opført forskellige beboelsesbygninger og villaer, bl.a. i Bedre Byggeskik, og blev tildelt Diplom for godt og smukt Byggesæt 1925. I 1923 designede han en plakatsøjle til Gentofte Kommune. I 1969 blev Gentoftegade omdøbt til Paul-Petersens Vej.
Han blev gift 15. april 1916 med Johanne Margrethe Petersen (30. maj 1890 - ?), datter af bogbindermester Thorvald Petersen (død 1926) og hustru Margrethe født Kjær (død 1928).
Han er begravet på Hellerup Kirkegård.

## Værker
- Villa, Hans Jensens Vej 6, Hellerup (1923-25, kraftigt ombygget)[4]